# Intel P35
El Intel P35 (nombre en código Bearlake) es un chipset de computadora de escritorio convencional de Intel lanzado en junio de 2007, aunque las placas base con el conjunto de chips estaban disponibles un mes antes. El chipset Intel P35 es compatible con el zócalo LGA 775 de Intel y los procesadores Core 2 Duo y Quad, y también se sabe que admite CPU de 45 nm Wolfdale/Yorkfield de dos y cuatro núcleos.
Se destaca por proporcionar el primer soporte básico de DDR3 SDRAM. (También es compatible con DDR2 SDRAM, la elección la realiza el fabricante de la placa base , y algunos fabricantes admiten DDR3 y DDR2 en la misma placa base, pero solo un tipo de memoria a la vez, a menudo 4 × DDR2 o 2 × DDR3, como en el Gigabyte GA- EP35C -DS3L/R; pero los modelos solo DDR3, como Gigabyte GA- EP35T -DS3L/R y los modelos solo DDR2, como Gigabyte GA- EP35 -DS3L/R, también se fabricaron al mismo tiempo) Otro punto notable es que no proporciona Parallel ATAapoyo; la mayoría de las placas base de 2007 agregaron soporte PATA a través de un chip JMicron JMB361 o JMB363.

## Características
Las principales novedades del chipset son:
- Compatibilidad con la frecuencia de bus del sistema de 1333 MHz para procesadores Core 2 Extreme.
- La posibilidad de instalar procesadores Core 2 Duo de la familia Wolfdale (Penryn), fabricados según el proceso tecnológico de 45 nm.
- Compatibilidad con el nuevo y prometedor estándar de RAM DDR3. El conjunto de chips también es compatible con DDR2, la elección de las ranuras depende del fabricante de la placa base. El conjunto de chips de memoria DDR, a diferencia de las versiones anteriores, ya no es compatible por necesidad.
- Compatibilidad con interfaz SATA externa.